# Mega Express Four
Mega Express Four es un ferry-crucero, operado por la empresa Corsica Ferries. Presta servicios desde la L'Île-Rousse con destino Tolón y Niza.

## Historia

### Superfast Ferries
Fue botado, en 1995, por encargo por Superfast Ferries, y bautizado como Superfast II. Efectuó servicios en la ruta que enlazaba Patras y Ancona.

### TT-Line
En 2003 fue vendido a TT-Line (Australia), una empresa propiedad del gobierno de Tasmania. Navegó con destino a Hobart donde se le efectuaron reparaciones menores. En Tasmania fue rebautizado como Spiritu de Tasmania III, y asignado a una nueva ruta entre Sídney y Devonport. El viaje demandaba 22 horas. Sin embargo, el incremento en el costo de los combustibles y las expectativas de disminución de los flujos de  turismo interno en Australia, llevaron a la empresa a suspender el servicio en 2006 y poner el barco en venta.

### Corsica Ferries
Finalmente, en 2006 fue adquirido por la empresa Corsica Ferries y el buque emprendió su regreso al Mediterráneo.

## Galería

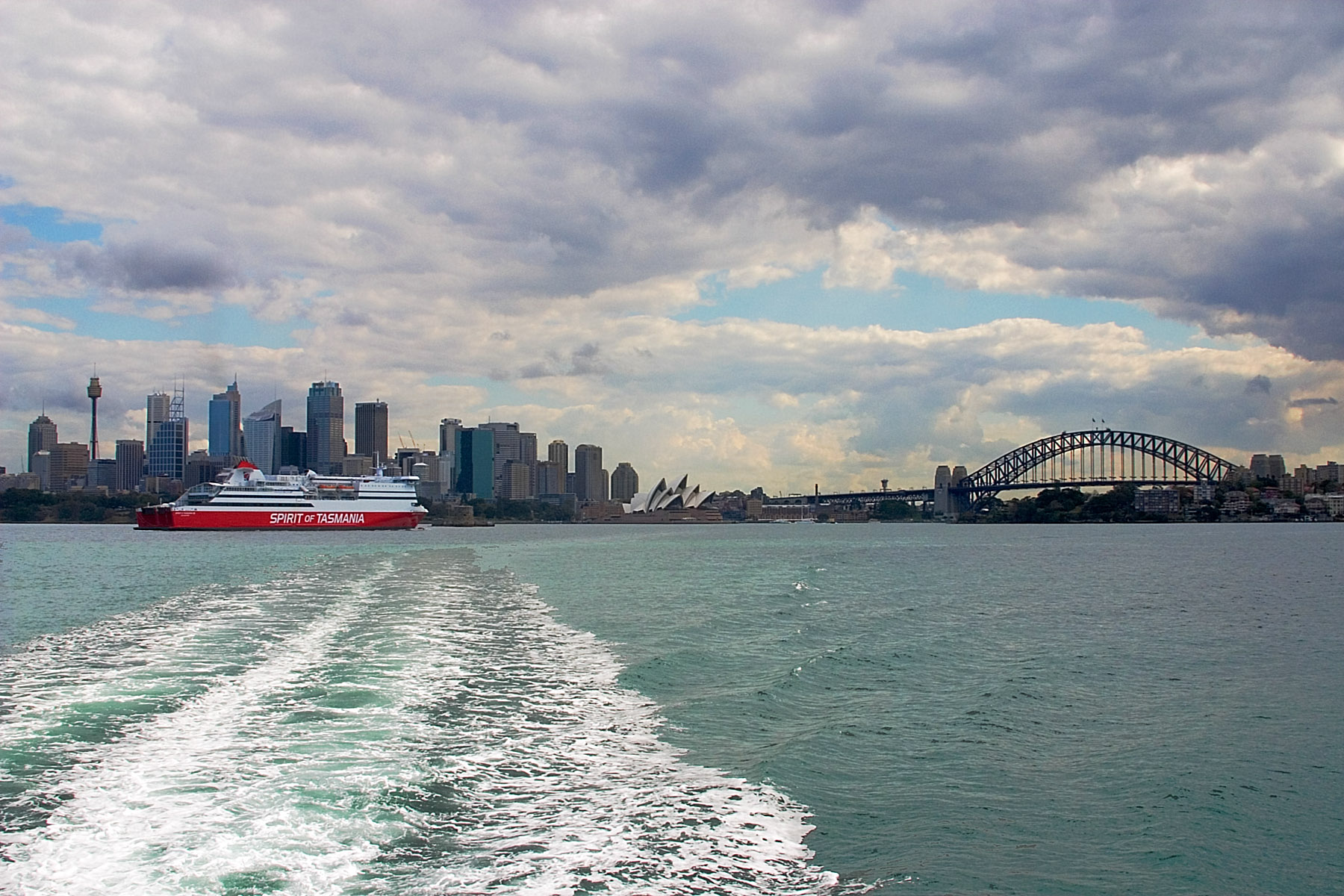
Bautizado como Spirit of Tasmania III en Sídney.
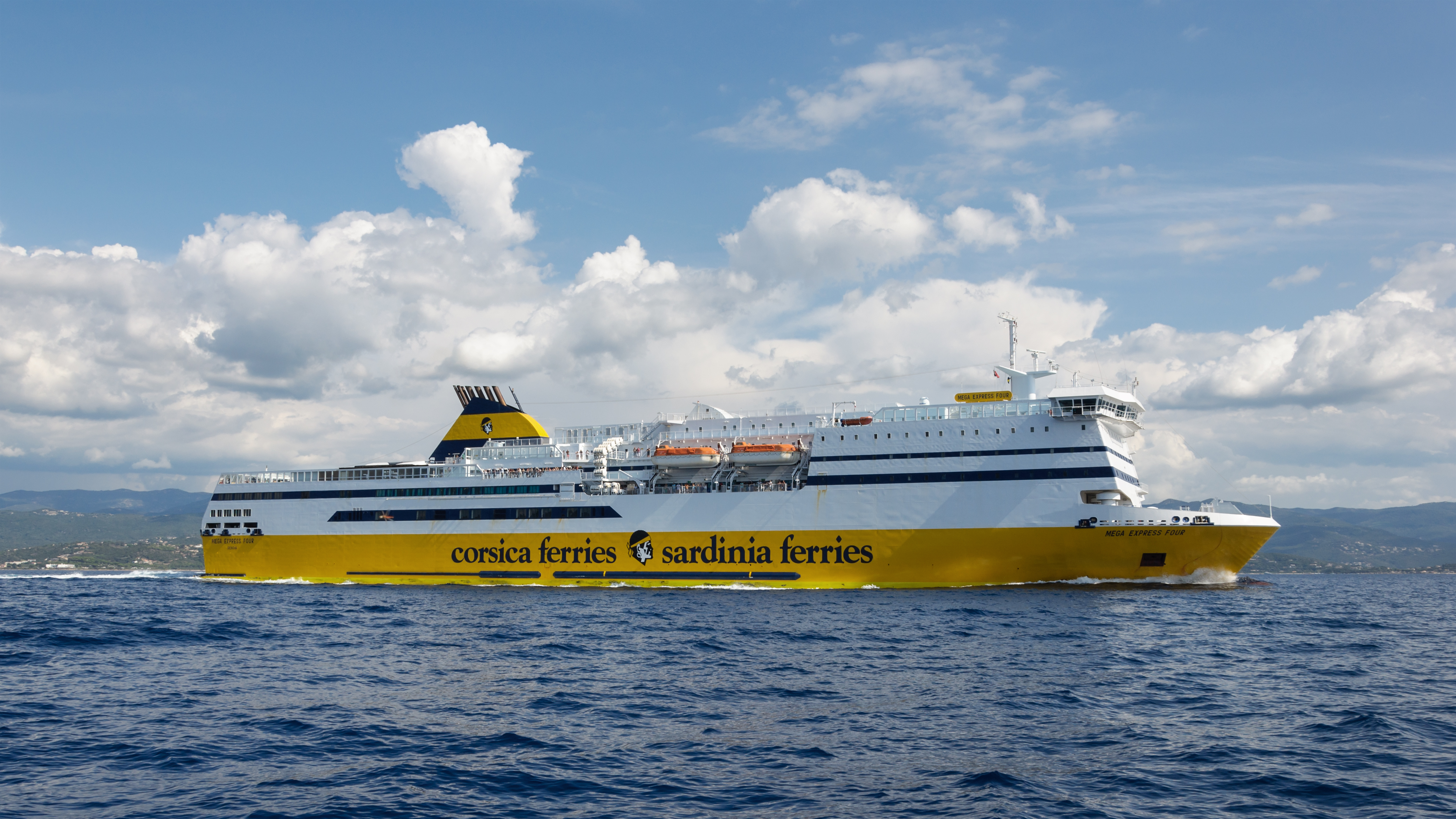
Bautizado como Mega Express Four, a Ajaccio.